# Малинники (Калининградская область)
Малинники — посёлок в Гурьевском городском округе Калининградской области. Входит в состав Низовского сельского поселения.

## Население
| 2002 | 2010 |
| ---- | ---- |
| 288  | ↗290 |

## История
В 1910 году в Шпитцингсе проживало 79 человек.
В 1946 году Шпитцингс был переименован в поселок Малинники.